# Orocsimaru (Naruto)
Orocsimaru (大蛇丸; Hepburn: Orochimaru) egy kitalált szereplő Kisimoto Maszasi Naruto című manga- és animesorozatában. A szereplő a sorozat egyik fő gonosztevőjeként született meg, aki értékrendjében és erkölcseiben a főhősök teljes ellentéte. Orocsimaru neve és kígyószerű adottságai az azonos nevet viselő japán népmesei alaktól származik, aki a Dzsiraija gókecu monogatari (児雷也豪傑物語; Hepburn: Jiraiya Goketsu Monogatari) című történet egyik szereplője volt.
A mangában és az animében Orocsimaru Avarrejtek egyik egykori nindzsája, saját nindzsa-falujának, Hangrejteknek a vezetője aki korábbi otthonának, Avarrejteknek az elpusztítására törekszik. Avarrejtekben töltött fiatal éveiben Orocsimaru egyik volt a falu legerősebb nindzsáinak. A hatalom iránti csillapíthatatlan vágya folytán egyfajta halhatatlanságot kísérletezett ki maga számára, melynek fenntartásához azonban mindig újabb és újabb gazdatestbe kell költöznie. Az újabb és erősebb gazdatestek felkutatása és megszerzése, így például Ucsiha Szaszuke testéé annak erős véröröksége miatt, Orocsimaru egyik fő hajtóereje a sorozatban. Orocsimaru a Naruto-mangán és animén kívül több helyen is felbukkant, így a sorozathoz kapcsolódó több videójátéknak is szereplője.
Orocsimarut több dicsérő és negatív kritika is érte a mangákkal és animékkel foglalkozó média részéről. A sorozat fő gonosztevőjeként az IGN dicsérő szavakkal illette a szereplőt és a Csillagok háborúja Darth Vaderéhez hasonlította. A szereplő nyílt rosszakaratát és mentségek nélküli romlottságát pozitívan értékelte a Mania.com és a sorozat „első igazi gonosztevőjének” nevezte. A Naruto rajongói a hivatalos szavazásokon Orocsimarut az első húsz legkedveltebb szereplő közé sorolták. A negatív szereplők közötti népszerűsége miatt számos őt mintázó reklámtermék, köztük akció- és plüssfigurák is készültek.

## A szereplő megalkotása és az alapelgondolás
Mint a sorozat egyik gonosztevőjét, Kisimoto úgy alkotta meg Orocsimarut, hogy az a főhősök értékrendjének az ellentétét képviselje. Kígyószerű megjelenése és a kígyókat idéző képessége mind az a célt szolgálják, hogy az olvasó azonnal felismerje őt, mint negatív szereplőt. Egy interjúban Kisimoto úgy nyilatkozott, hogy a sorozat alkotásakor egyik alapelve volt, hogy a gonosztevőket minél feltűnőbbé tegye és hogy erőteljes kisugárzásuk legyen.
Ezt az irányelvet követve alkotta meg Orocsimarut is, akinek betegesen sápadt arca még jobban kiemeli ijesztő tekintetét, melyet Kisimoto gyakran használ fel a mangában. Ilyen alkalmakkor, melyek a szereplő védjegyévé váltak, Kisimoto megváltoztatja Orocsimaru megjelenését a jelenetben és a szereplő arcát helyezi a középpontba; Orocsimaru hajának részletei és a háttér is eltűnik, hogy ennek segítségével is ijesztőbb hatást és légkört érjen el.
Orocsimaru neve és kígyószerű adottságai az azonos nevet viselő japán népmesei alaktól származik, aki a Dzsiraija gókecu monogatari (児雷也豪傑物語; Hepburn: Jiraiya Goketsu Monogatari) című történet egyik szereplője volt és kígyó-mágiát birtokolt. Kisimoto szereplőjének egy másik, szintén a japán mitológiához kapcsolódó vonása Kuszanagi-kardja mely a Jamata no Orocsi (八岐の大蛇; Hepburn: Yamata no Orochi) történetéhez kapcsolódik.

## A szereplő ismertetése

### Háttere
Ellentétben a Naruto más szereplőivel, akinek múltjára az egymást követő fejezetekből, időrendben derül fény, Orocsimaru hátterét a sorozat folyamán csak apró részletekben ismerheti meg az olvasó. Szülei még fiatal korában hunytak el, így Orocsimaru törődést és figyelmet csak tanárától, a harmadik hogakétől és csapattársaitól kapott. Ahogy felnőttek Oracsimaru, Dzsiraija és Cunade a három legendás nindzsaként (伝説の三忍) vált ismertté különleges tehetségük és adottságaik miatt. Orocsimaru azonban több erőre és hatalomra vágyott, mint amit tanára megadhatott neki, így falubelieket kezdett rabolni, hogy kísérleteket hajtson végre rajtuk. Emellett bejelentette igényét is a hokage, a falu védelmezőjének címére is, abban a reményben, hogy ez újabb erők elsajátításához segítheti hozzá. A harmadik hokage, bár szerette volna a címet kedvenc diákjának adományozni, tudva Orocsimaru csillapíthatatlan hatalomvágyáról, a címet végül Dzsiraija tanítványára hagyta.
Mivel ezután már semmi oka nem volt, hogy színleljen, Orocsimaru egyre nyíltabban végezte emberrablásait és kísérleteit Avarrejtekben, és így a harmadik hogake előtt lelepleződött eddigi erkölcstelen tevékenysége. Mivel képtelen volt bántani egykori diákját, a hokage szökni hagyta Orocsimarut. Idővel Orocsimaru csatlakozott az Akacuki nevű bűnszervezethez, ahol megpróbált közel kerülni Ucsiha Itacsihoz azzal a szándékkal, hogy elrabolja a testét és megszerezze annak Saringan technikáját. Miután szándéka hamar nyilvánvalóvá vált Itacsi előtt, Orocsimaru kénytelen volt elmenekülni a bűnszervezettől is. Mivel árulása és a róluk szerzett információk miatt az Akacuki az életére tört, Orocsimaru megalapította saját faluját, Hangrejteket és hozzá hű nindzsákkal vette körül magát. Saját falujában zavartalanul folytathatta kísérleteit, hogy végül valóra váltsa álmát, a teljhatalom megszerzését.

### Kapcsolatai és személyisége
Orocsimaru két fő céllal folytat emberkísérleteket. Elsődleges célja, hogy minden dzsucut elsajátítson ami csak létezik a Naruto világában. Dzsiraija találgatásai szerint ez a motivációja abban gyökerezik, hogy szülei még kicsi korában haltak meg és az emléktöredékek a harmadik hokagéval vívott harcáról is ezt látszanak alátámasztani. Talán mert viszont szerette volna látni szüleit, vagy pedig megbosszulni halálukat, Orocsimaru azt kutatta, hogy az emberi test milyen változtatásokat képes elviselni, hogy egy személy különleges adottságait magába fogadhassa. Orocsimaru azt reméli, hogy célja elérése után, méltó lesz a „tökéletes lény” névre. Mivel azonban egyetlen emberi élet nem elegendő minden dzsucu elsajátításához, Orocsimaru a halhatatlanság eléréséért is végzett kutatásokat. Ennek megszerzésével nem kell aggódni a halál miatt és azért, hogy tudása egyszer örökre elvész.
Orocsimaru csakis és kizárólag önmagával törődik. Untatja, ha nincs konfliktus és erőszak a körülötte lévő világban, a vele való első találkozás mindenkit rémülettel tölt el. Bár számos követője van, akik bármit megtennének a parancsára, Orocsimaru csupán bábokként tekint rájuk. Saját céljai érdekében minden lelkifurdalás nélkül küldi őket a halálba, és csupán akkor érez némi bánatot ha azok haláluk előtt nem tudták véghezvinni feladatukat. Hogy mindezek ellenére alattvalói mégis hűen kövessék őt, Orocsimaru meggyőzi őket, hogy valóra fogja váltani minden álmukat, legyen az hatalomvágy, bosszú, vagy új életcél megtalálása. Legerősebb követőit egy átokbilloggal jelöli meg, mely felemészti a viselője testét és lelkét, aki így kiszolgáltatottabbakká válik Orocsimaru befolyásával szemben.

### A sorozatban való szereplésének áttekintése
Orocsimaru a sorozat Első részének fő gonosztevője, aki pusztító támadást tervez Avarrejtek ellen, meg akarja ölni a harmadik hokagét és megszerezni Ucsiha Itacsi öccsének, Ucsiha Szaszukének a testét. Mikor a harmadikkal való csatája során az megfosztja őt a dzsucuk használatának képességétől, kénytelen elhalasztani tervét Szaszuke testének megszerzésére, visszahívnia embereit és elhalasztani az inváziót. Orocsimaru megpróbál gyógymódot keresni, hogy ismét használni tudja dzsucuit, de minden próbálkozása kudarcba fullad. Mivel úgy véli, hogy ha új testbe költözik visszakaphatja elvesztett képességeit, megbízza a Hang négyese nevű csapatát, hogy hozzák el neki Szaszukét. Bár addig vár Szaszukére ameddig csak tud, de Orocsimaru végül kénytelen egyik foglya testébe költözni. Szaszuke testéről azonban továbbra sem mond le, és csak a megfelelő alkalomra vár, hogy magának követelje azt.
Két és fél évvel később, a sorozat Második részében Orocsimaru elérkezetnek látja az időpontot, hogy átvegye Szaszuke testét. A fiú azonban ellenáll Orocsimarunak, aki végül alulmarad a küzdelemben és lelke fogságba esik Szaszuke testében, és a fiatal nindzsának még Orocsimaru képességeihez is hozzáférése nyílik ez által. Veresége után Orocsimaru maradványait egyik követője, Jakusi Kabuto olvasztja magába, amik lassan átveszik teste felett az uralmat. Szaszuke későbbi küzdelme során bátyjával, Itacsival, a fiú annyira legyengül, hogy már nem képes elnyomni Orocsimarut, akinek sikerül megszöknie és megpróbálja ismét átvenni Szaszuke testét. Mielőtt azonban ezt megtehette volna, Itacsi egy álomszerű világban ejti fogságba Orocsimarut, melyből már nincs módja menekvésre.

### Képességei és készségei
Orocsimaru legtöbb különleges képessége a kígyókhoz kötődik. A harcok során kígyók megidézésével képes egyszerre több ellenféllel is felvenni a harcot és egyben biztonságos távolságot is tartani tőlük. Kísérletei folytán rájött hogyan adhat testének kígyószerű adottságokat, így például képes levedleni sérült bőrét vagy jelentősen megnyújtani egyes testrészeit. Egy másik példa kígyószerű képességeire szintén megnyújtható Kuszanagi kardja (草薙の剣), melyet egy kígyóban tart, amit pedig a szájában őriz. Bár nagy ügyességgel képes forgatni ezt a kardot a hagyományos módon is, nem ritka, hogy használatakor ki sem veszi azt a szájából.
A kígyók befolyása leglátványosabb módon a halhatatlanság eléréséért végzett kísérleteinek eredményében mutatkozik meg: Orocsimaru módosított teste valódi alakjában egy hatalmas fehér kígyóra emlékeztet, mely több kisebb kígyóból áll. Hogy megőrizze halhatatlanságát és elmeneküljön a halál elől, Orocsimarunak először egy új testet kell találnia amibe beköltözhet. Mikor elhagyja régi testét megmutatkozik valódi alakja is. Orocsimarunak ebben az alakban be kell kebeleznie új gazdatestét és felül kell kerekednie a test eredeti gazdájának lelkén. Csak így képes teljes irányítást gyakorolni az új test és annak minden különleges képessége felett. Miután sikeresen „beköltözött” új testébe, Orocsimaru saját, eredeti arcához hasonló maszkot visel, egyrészt saját megszokásából, másrészt pedig, hogy másoknak is könnyebb legyen őt azonnal felismerni. Orocsimaru ezt a testcserét csak három évente egyszer képes véghezvinni. Mikor elérkezik ez az idő, a gyengébb testek kivetik magukból Orocsimarut, ezért mindig újabb és újabb gazdatestekre van szüksége.

## Megjelenése a manga- és animesorozaton kívül
Orocsimaru csupán egyetlen, a manga- és animesorozathoz kapcsolódó legutóbbi, a Gekidzsóban Naruto Sippúden: Kidzuna címet viselő filmben bukkant fel. Annak ellenére, hogy korábbi filmekben és OVA-epizódokban nem szerepelt, szinte minden, a sorozaton alapuló videójátéknak, így a Clash of Ninja-sorozatnak és a Ultimate Ninja-sorozatnak is választható karaktere. Néhány játékban olyan támadásokat és képességeket is képes bevetni, melyek a mangában és az animében nem voltak láthatóak. Az Ultimate Ninja második részében Orocsimaru egy olyan változata is elérhető, mely a harmadik hokagével vívott harca miatt nem tudja használni karját és kezeit. A Naruto Shippūden: Gekitou Ninja Taisen EX 2 az első olyan, a sorozat Második része alatt játszódó videójáték, melyben Orocsimaru is megjelenik, melyet a Naruto Shippūden: Narutimate Accel 2 követett.

## Kritikák és a szereplő megítélése
Orocsimaru a Sónen Jump hivatalos népszerűségi szavazásán általában az első húsz szereplő között végzett, bár a legutóbbi, 2006-os szavazás alkalmával a 24. helyre szorult vissza. Orocsimaru mintájára több kulcstartó, akció- és plüssfigura is megjelent.
Számos, a mangákkal, animékkel, videójátékokkal és egyéb kapcsolódó ágazatokkal foglalkozó média illette pozitív, illetve negatív kritikával a szereplőt. Az IGN Orocsimaru hatalomra törését és gonosztevőként való újjászületését Darth Vader történetéhez hasonlította, és úgy jellemezte a szereplőt, hogy „valamivel több mint tiszta gonoszság”. A Mania.com véleménye szerint Orocsimaru a sorozat „első igazi gonosztevője”, akinek tetteire az előző történet gonosztevőjével, Momocsi Dzabudzával ellentétben nincsenek enyhítő körülmények. A DVDTalk dicsérően írt Orocsimaru bemutatásáról a sorozatban. A sorozat addigi legjobb részének nevezte és remek cselekménybeli lehetőségeket látott abban, hogy Orocsimaru átokbillogot helyezett Szaszukére. Az Anime News Network olyan szereplőnek nevezte Orocsimarut, akit nem lehet megölni. Ennek ellenére Orocsimaru japán hangját, Kudzsirát a sorozat egyik legjobb szinkronszínészének nevezte.

## Külső hivatkozások
- Orocsimaru a Leafninja.com oldalain (angolul)
- Orocsimaru a Narutopedia oldalain Archiválva 2009. január 29-i dátummal a Wayback Machine-ben (németül)
- Orocsimaru a Narutopedia (Wikia Entertainment) oldalain (angolul)